# K…
Pour les articles homonymes, voir K.
K… est un opéra de Philippe Manoury sur un livret de lui-même, André Engel et Bernard Pautrat, créé en 2001 à Paris. L'histoire est adaptée du roman de Franz Kafka, Le Procès, de 1925.

## Historique
K…, deuxième opéra du compositeur français Philippe Manoury, est une commande de l'Opéra de Paris. Dans un premier temps dirigé vers Lumière d'août de William Faulkner, le choix du livret se porte finalement sur une adaptation de Le Procès de Franz Kafka, que le compositeur rédige d'abord lui-même une version. Le metteur en scène André Engel est associé au projet et lui propose de retravailler le texte avec la participation du dramaturge Bernard Pautrat. Philippe Manoury compose ensuite sa partition pendant vingt mois dans les studios de l'Ircam. Sur les conseils des solistes pendant les répétitions, le compositeur révise plusieurs fois les parties vocales de sa partition.
K… est créé le 7 mars 2001 à l'opéra Bastille sous la direction de Dennis Russell Davies et dans une mise en scène d'André Engel et des décors de Nicky Rieti, avec l'Orchestre de l'Opéra national de Paris,. La production est reprise en avril 2003 à l'opéra Bastille.

## Description
K… est un opéra de douze scènes en allemand d'une durée d'environ cent minutes. Les scènes suivent presque exactement l'ordre des chapitres du livre. La partition inclut de l'électronique en plus des parties orchestrales qui intègre soixante dix musiciens. Le son est ainsi spatialisé par des haut-parleurs disposés dans la salle, diffusant également des captations du réel tels que des bruits de foules et de machines à écrire, modulés électroniquement avec un clavier MIDI,. Par ailleurs, il remplace les chœurs, qu'on lui demande d'éviter, par un dispositif virtuel de quarante voix grâce à la synthèse vocale mais mets également en place un orchestre virtuel.

### Rôles
Les rôles de K… comportent les personnages suivants, associés à leur tessiture et leurs créateurs :
| Rôle                            | Tessiture     | Créateur                     |
| ------------------------------- | ------------- | ---------------------------- |
| Joseph K                        | baryton       | Andreas Scheibner            |
| Leni / La femme de l'huissier   | soprano       | Susan Anthony                |
| Mademoiselle Bürstner           | soprano       | Eva Jenis                    |
| Une femme                       | mezzo-soprano | Nora Gubisch                 |
| Le directeur adjoint / L'avocat | baryton       | Nicolas Cavallier            |
| Le juge d'instruction           | basse         | Gregory Reinhart             |
| Totorelli                       | ténor         | Kenneth Riegel               |
| Block / L'huisser               | ténor         | Wolfgang Ablinger-Sperrhacke |
| Franz                           | ténor         | Wilfried Gahmilch            |
| Willem / Un homme               | ténor         | Ian Thompson                 |
| L'oncle                         | ténor         | Robert Wörle                 |
| Le surveillant                  | basse         | Youri Kissin                 |
| Le témoin                       | baryton       | Nigel Smith                  |

### Instrumentation
L'instrumentation de K… comprend ces instruments suivants :
- Bois : 3 flûtes, 3 hautbois, 3 clarinettes, 3 bassons ;
- cuivres : 4 cors, 4 trompettes, 3 trombones, tuba ;
- percussions : 3 percussionnistes, 4 timbales ;
- autre : 2 harpes, piano/synthétiseur, célesta ;
- cordes : 14 violons, 12 violons II, 10 altos, 8 violoncelles, 6 contrebasses.

## Analyse et réception critiques
K… rappelle dans son traitement du chant et de la voix, les opéras d'Alban Berg, Wozzeck et Lulu,.